# 黑帮大佬和我的365日
《黑帮大佬和我的365日》（波蘭語：365 Dni）是根据波兰著名女作家布兰卡·利平斯卡同名畅销小说系列的一部曲改编 ，由芭芭拉·比亚罗瓦斯（Barbara Białowąs）、托马兹·曼德斯（Tomasz Mandes）执导的2020年浪漫爱情情欲片。此片也被喻为波兰版本的《格雷的五十道陰影》。故事講述黑手党托里切利家族首領之子马西莫綁架五年前偶遇的女子劳拉·比尔，延伸出的情感糾葛。
電影2020年2月7日在波蘭上映，隨後於2020年6月7日在Netflix上線，雖然該片在Netflix獲得高收視率，但在波蘭與美國的影評界皆獲得壓倒性的負評，其中尤其以美化黑手黨與犯罪行為、大量使用包含性暴力在內的性愛場面備受批判，引起爭議。其續作《今時之慾》、《再現之慾》同樣和該片在知名影劇評論網站爛番茄獲得0%新鮮度，成為少數在爛番茄獲得0%新鮮度的三部曲電影。

## 剧情简介
在托里切利西西里黑手党的犯罪家族与黑市贩子会面后，马西莫·托里切利在海滩上无意间看见劳拉·比尔，那一刻，他对她一见钟情。之后，他与他的父亲——黑手党老大交谈。突然之间，经销商射杀了马西莫和他的父亲。马西莫幸存下来，而他的父亲则因伤势过重而逝世。
五年后，马西莫成为托里切利家族的大佬。而此时的劳拉·比尔正对男友马丁拒绝发生性行为而感到不满。不久，劳拉与马丁和她的闺蜜奥尔加在意大利西西里岛庆祝她29岁生日，她在没有马丁的陪同下前往埃特纳火山后，出去散步时遇到了准备绑架她的马西莫。
在一座精致豪华的别墅里，马西莫对劳拉说，五年前他对她一见钟情。每当他受伤时，劳拉的身影就浮现在他脑海中，他唯一能想到的就是她。寻觅多年，他终于找到她。他绑架了她，打算将她囚禁365天，希望她能在这期间爱上他。他还向她保证，未经她同意，他不会与她发生性关系，尽管他对她进行了攻击。劳拉取笑他，然后拒绝与他发生性关系。在罗马的旅馆里，她又开始取笑他，他把她铐在床上，让劳拉看着他与另一女人口交。
在俱乐部，劳拉向马西莫和他的朋友炫耀自己，这激怒了他。当她故意与敌对的黑手党家族的一个男人调情时，马西莫拔出武器，劳拉也被带出了俱乐部。第二天早上，她在游艇上醒来，马西莫和他的黑手党伙伴马里奥正在争吵。马西莫承认，他射杀了摸索劳拉的男人。此举重新挑起了两个党派之间的战争。劳拉试图道歉，但马西莫将此事归咎于她。吵架时，劳拉意外掉进海里，马西莫开始恐慌，连忙跳下去救她。当她恢复知觉时，马西莫承认他不想失去她。劳拉主动为他口交。之后，他们反复进行性行為。
晚些时候，马西莫和劳拉参加了一个化装舞会，一个名叫安娜的女人威胁劳拉。马西莫坦言他和安娜约会过。之后，马西莫和劳拉再次发生性关系。他告诉她，他要派她去华沙看望她的亲人，并承诺在处理完业务后就立马与她一起。在去机场的路上，马西莫的同党多梅尼科试图让劳拉放心，安娜不会伤害她，然后匆匆离开。
劳拉在没有联系的情况下等待马西莫好几天。她与奥尔加重新联系，他们去泡吧时遇到了马丁，马丁说他一直在找她道歉，试图说服她和解并跟随她回到她的公寓，马西莫出人意料地在那里等着。马丁失落地离开，劳拉和马西莫发生性关系。当劳拉打开他的衬衫时，她发现了他在持续冲突中的伤口。第二天早上，她接受了马西莫的求婚。
回到意大利，马里奥告诉马西莫紧张局势加剧。劳拉感到不舒服，但没有去看医生。他们讨论即将举行的婚礼。她不允许她的家人参加，因为她不想让他们知道马西莫的所作所为。然而，马西莫允许奥尔加成为劳拉的伴娘。当奥尔加来访时，劳拉透露她怀孕了。她敦促她告诉马西莫怀孕的事情。劳拉打电话给他，问他是否可以在晚饭后交谈。与此同时，马里奥接到了敌对的黑手党家族即将杀死劳拉的情报。此时，劳拉的车驶入隧道，但车没有从隧道的另一边出来。就在劳拉的电话挂断的同时，马里奥急忙寻找马西莫。意识到其中的含义，马西莫崩溃了。此时，一辆警车拦住了隧道的入口......

## 演员阵容

### 主要演员
- 安娜-玛丽亚·西克鲁卡 饰演 劳拉·比尔（Laura Biel），高级酒店的工作人员，在29岁的生日时与闺蜜及男友飞往西西里岛度假，结果遭到黑帮老大马西莫绑架禁。
- 米凯莱·莫罗尼 饰演 马西莫·托裡切利（Don Massimo Torricelli），拥有健硕的身材控制欲极强的西西里黑手党老大，五年前对劳拉一见钟情。后成功绑架劳拉並命令她在365天的禁锢期间必须喜欢上自己。此外，他也是安娜的前男友。

### 其他演员
- 娜塔莎·厄本斯卡（英语：Natasza Urbańska） 饰演 安娜（Anna），马西莫的前女友。
- 格拉兹娜·沙波沃夫斯卡（英语：Grażyna Szapołowska） 饰演 克拉拉·比尔（Klara Biel），劳拉母亲。
- 马特乌斯·拉索夫斯基 饰演 马丁，劳拉前男友。
- 阿格尼斯·瓦丘尔斯卡 饰演 银行管理员。
- 玛格达莱娜·兰帕斯卡（英语：Magdalena Lamparska） 饰演 奥尔佳（Olga）
- 托马兹·理查德·斯托金格（波兰语：Tomasz StockingerOtar Saralidze） 饰演 托马兹·比尔（Tomasz Biel），劳拉的父亲
- 布罗尼斯瓦夫·弗罗茨瓦夫斯基 饰演 马里奥（Mario）
- 奥塔尔·萨拉利泽（波兰语：Otar Saralidze） 饰演 多梅尼科（Domenico）
- 娜塔莉亚·嘉诺泽克（英语：Natalia Janoszek） 饰演 卡洛丽娜（Karolina）
- 普热米斯瓦夫·萨多夫斯基

### 特别演出
- 布兰卡·利平斯卡 饰演 新娘

## 电影原声带
电影原声带的歌曲有四首，分别是《感觉它（Feel It）》、《Watch Me Burn》、《暗室（Dark Room）》和《对我来说很难（Hard for Me）》均为米凯莱·莫罗尼演唱，并收录在名为《暗室》的录音室专辑中。歌曲《I See Red》、《Give Em Hell》和《Wicked Ways》则由Everybody Loves an Outlaw，又名邦妮和泰勒·西姆斯（Bonnie & Taylor Sims）演唱。
| 《黑帮大佬和我的365日》原声带曲目列表 | 《黑帮大佬和我的365日》原声带曲目列表 | 《黑帮大佬和我的365日》原声带曲目列表                                        | 《黑帮大佬和我的365日》原声带曲目列表 | 《黑帮大佬和我的365日》原声带曲目列表 |
| 曲序                                  | 曲目                                  | 词曲                                                                         | 制作人                                | 时长                                  |
| ------------------------------------- | ------------------------------------- | ---------------------------------------------------------------------------- | ------------------------------------- | ------------------------------------- |
| 1.                                    | 〈对我来说很难（Hard For Me）〉       | Buczkowski-Wojtaszek Kumór 米凯莱·莫罗尼                                     | Buczkowski-Wojtaszek Kumór            | 2:58                                  |
| 2.                                    | 〈Watch Me Burn〉                     | Małgorzata Uściłowska （ 英语 ： Lanberry） Buczkowski-Wojtaszek Kumór 米凯莱·莫罗尼 | Buczkowski-Wojtaszek Kumór            | 3:06                                  |
| 3.                                    | 〈暗室（Dark Room）〉                 | 米凯莱·莫罗尼                                                                | Buczkowski-Wojtaszek Kumór            | 3:05                                  |
| 4.                                    | 〈感觉它（Feel It）〉                 | Buczkowski-Wojtaszek Kumór 米凯莱·莫罗尼                                     | Buczkowski-Wojtaszek Kumór            | 2:39                                  |
| 5.                                    | 〈I See Red〉                         |                                                                              |                                       |                                       |
| 6.                                    | 〈Give Em Hell〉                      |                                                                              |                                       |                                       |
| 7.                                    | 〈Wicked Ways〉                       |                                                                              |                                       |                                       |

## 制作与发行

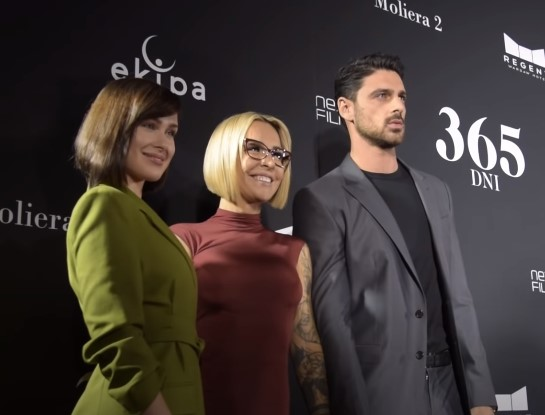
左起为电影女主角安娜-玛丽亚·西克鲁卡，原作作者布兰卡·利平斯卡以及男主角米凯莱·莫罗尼。

### 主题拍摄
- 电影的主题拍摄是在波兰的华沙、克拉科夫和涅波沃米采以及位于意大利的圣雷莫进行。

### 续订
- 电影将根据小说系列的二部曲《Ten dzień》（这天）及三部曲《Kolejne 365 Dni》（再过365天）进行剧本创作并开拍续集。续集将会加入由西蒙·苏西纳饰演的新角色，马西莫的双胞胎弟弟。

## 评价
这部电影在许多国家与地区成为Netflix上观看次数最多的前三名，包括德国、巴西、沙特阿拉伯、黎巴嫩、立陶宛、瑞士、荷兰、比利时、土耳其、瑞典、奥地利、捷克共和国、斯洛伐克、希腊、罗马尼亚、南非、葡萄牙、巴基斯坦、孟加拉国、印度、阿拉伯联合酋长国、英国、毛里求斯、加拿大、以色列、新西兰、马来西亚和美国。这是首部有两个多日时段的电影，作为Netflix在美国的第一部电影，此片在四天内都位居第一。之后后被《誓血五人组》短暂取代。三天后，此片重回榜首。此片在连续十天都排名第一，是排行榜历史上的第二高。
- 英国歌手黛菲（Duffy）向奈飞写了一封批评此电影的公开信，她把此片形容为一部“美化了性贩运、绑架、非法拘禁和强奸等残酷现实”的色情电影。

- 電影發行後在影評網站獲得壓倒性的惡評，爛番茄根據16條專業評論，計算出0%新鮮度，成為爛番茄評級為0％的電影列表之一[9]。

## 奖项与提名
- 2021年3月，此片获得包括最差电影在内的六项金酸莓奖提名，与《杜立德》成为第41届金酸莓奖拥有最多提名的电影，最終拿下最差電影劇本獎。此外，此片是继2002年意大利的电影《匹诺曹（英语：Pinocchio (2002 film)）》之后第二部获得最差电影提名的外语片。
- 此片也获得堪称波兰版金酸莓奖的The Snake Awards（波兰语：Wąż_(nagroda)）的九项提名[10]。

| 年份   | 颁奖机构                            | 届次                             | 奖项                                   | 得奖人（事物）                                                      | 结果 | 备注                                                          |
| ------ | ----------------------------------- | -------------------------------- | -------------------------------------- | ------------------------------------------------------------------- | ---- | ------------------------------------------------------------- |
| 2020年 | 金酸莓奖                            | 第41届金酸莓奖 （2021年4月24日） | 最差电影                               | 电影本身                                                            | 提名 |                                                               |
| 2020年 | 金酸莓奖                            | 第41届金酸莓奖 （2021年4月24日） | 最差导演                               | 芭芭拉·比亚罗瓦斯、托马兹·曼德斯                                    | 提名 |                                                               |
| 2020年 | 金酸莓奖                            | 第41届金酸莓奖 （2021年4月24日） | 最差男主角                             | 米凯莱·莫罗尼                                                       | 提名 |                                                               |
| 2020年 | 金酸莓奖                            | 第41届金酸莓奖 （2021年4月24日） | 最差女主角                             | 安娜-玛丽亚·西克鲁卡                                                | 提名 |                                                               |
| 2020年 | 金酸莓奖                            | 第41届金酸莓奖 （2021年4月24日） | 金酸莓奖最差前传、重拍、恶搞或续集电影 | 电影本身                                                            | 提名 | 恶搞《格雷的五十道陰影》。                                    |
| 2020年 | 金酸莓奖                            | 第41届金酸莓奖 （2021年4月24日） | 最差剧本                               | 托马兹·克理马拉、芭芭拉·比亚罗瓦斯、 托马兹·曼德斯、布兰卡·利平斯卡 | 獲獎 |                                                               |
| 2021年 | The Snake Awards （波兰版金酸莓奖） | 第十届交蛇仪式 （2021年4月24日） | 大蛇 - 年度最差电影                    | 电影本身                                                            | 獲獎 |                                                               |
| 2021年 | The Snake Awards （波兰版金酸莓奖） | 第十届交蛇仪式 （2021年4月24日） | 最差导演                               | 芭芭拉·比亚罗瓦斯、托马兹·曼德斯                                    | 提名 |                                                               |
| 2021年 | The Snake Awards （波兰版金酸莓奖） | 第十届交蛇仪式 （2021年4月24日） | 最差选角                               | 托马兹·克理马拉                                                     | 獲獎 |                                                               |
| 2021年 | The Snake Awards （波兰版金酸莓奖） | 第十届交蛇仪式 （2021年4月24日） | 最差男主角                             | 米凯莱·莫罗尼                                                       | 提名 |                                                               |
| 2021年 | The Snake Awards （波兰版金酸莓奖） | 第十届交蛇仪式 （2021年4月24日） | 最差女主角                             | 安娜-玛丽亚·西克鲁卡                                                | 提名 |                                                               |
| 2021年 | The Snake Awards （波兰版金酸莓奖） | 第十届交蛇仪式 （2021年4月24日） | 最差荧幕情侣                           | 米凯莱·莫罗尼、安娜-玛丽亚·西克鲁卡                                 | 獲獎 |                                                               |
| 2021年 | The Snake Awards （波兰版金酸莓奖） | 第十届交蛇仪式 （2021年4月24日） | 最尴尬的一幕                           | 米凯莱·莫罗尼、安娜-玛丽亚·西克鲁卡                                 | 提名 | 在游艇上，米凯莱·莫罗尼询问安娜-玛丽亚·西克鲁卡你要去哪里时。 |
| 2021年 | The Snake Awards （波兰版金酸莓奖） | 第十届交蛇仪式 （2021年4月24日） | 最差电影相关视频                       | 米凯莱·莫罗尼〈感觉它（Feel It）〉                                  | 提名 |                                                               |
| 2021年 | The Snake Awards （波兰版金酸莓奖） | 第十届交蛇仪式 （2021年4月24日） | 表现低于天赋奖                         | 格拉兹娜·沙波沃夫斯卡                                               | 提名 |                                                               |